# 櫻桃小溪
櫻桃小溪（英語：Cherrybrook），是一個位於澳洲悉尼中心商務區以西27公里的市郊地區，郵政編號2126，人口一萬八千。

## 發展簡史
1839年歐洲人約瑟夫·哈里森攜同家眷於此處開墾耕作，種植桃、杏、梨、李子、柑橘類等水果，果園佔地65英畝。地名則出自栽種於小溪旁的櫻桃樹。
早年由於地處偏僻，樓價相對便宜，1959年被發展成為悉尼第一個模範屋小區，1990年代開始吸引不少華人遷往居住。

## 外部連結
- 櫻桃小溪華人協會 （页面存档备份，存于）